# Candacia parafalcifera
Candacia parafalcifera är en kräftdjursart som beskrevs av Brodsky 1950. Candacia parafalcifera ingår i släktet Candacia och familjen Candaciidae. Inga underarter finns listade i Catalogue of Life.